# 美国红梣
美国红梣（学名：Fraxinus pennsylvanica）是木犀科梣属的植物。分布于美国以及中国大陆的全国各地等地，多生在河湖边岸湿润地段，目前已由人工引种栽培。

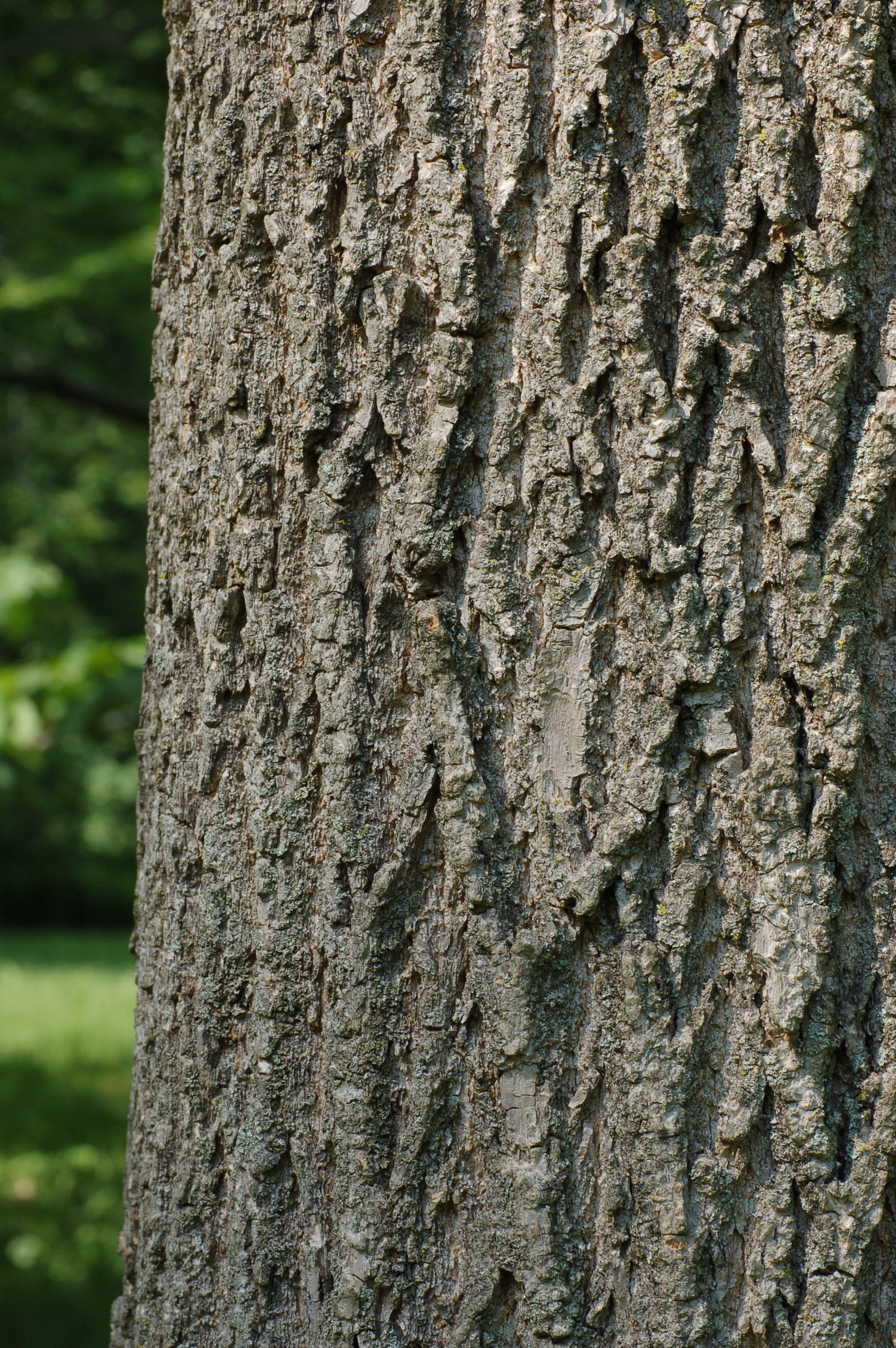
Bark

## 别名
白毛蜡、洋白蜡

## 异名
- Fraxinus pennsylvanica Marshall var. lanceolata Sarg.
- Fraxinus pennsylvanica Marshall var. subintegerrima (Vahl) Fern.